# Persone di cognome Richardson
| Questa pagina contiene informazioni ricavate automaticamente dalle voci biografiche con l'ausilio del template Bio e di un bot. L'aggiornamento è periodico e automatico e ricostruisce completamente la pagina. Se manca una persona in questa lista, sei pregato di non aggiungerla, ma accertati piuttosto che la sua voce biografica contenga il template Bio e che i dati anagrafici siano correttamente compilati. Se il template Bio manca, inseriscilo tu stesso o, in alternativa, metti l'avviso {{tmp\|Bio}} che ne segnala la mancanza. Se i dati riportati sono sbagliati, correggi direttamente la voce biografica; le modifiche saranno visibili in questa lista entro pochi giorni. Per chiarimenti vedi il progetto antroponimi. La lista contiene solo le 125 persone che sono citate nell'enciclopedia e per le quali è stato implementato correttamente il template Bio. Pagina aggiornata al 7 giu 2025. |

Questa è una lista di persone presenti nell'enciclopedia che hanno il cognome Richardson, suddivise per attività principale.

## Architetti(2)
- Albert Richardson, architetto britannico (Londra, n. 1880 - Ampthill, † 1964)
- Henry Hobson Richardson, architetto statunitense (Vacherie, n. 1838 - Brookline, † 1886)

## Arcieri(1)
- Henry Richardson, arciere statunitense (Boston, n. 1889 - New York, † 1963)

## Attori(13)
- Derek Richardson, attore statunitense (Queensbury, n. 1976)
- Frank Richardson, attore statunitense (Murrieta Springs, † 1913)
- Harry Richardson, attore australiano (Sydney, n. 1993)
- Ian Richardson, attore britannico (Edimburgo, n. 1934 - Londra, † 2007)
- Jack Richardson, attore statunitense (New York, n. 1870 - Los Angeles, † 1960)
- Jake Richardson, attore statunitense (Van Nuys, n. 1985)
- John Richardson, attore britannico (Worthing, n. 1934 - Londra, † 2021)
- Kevin Michael Richardson, attore e doppiatore statunitense (New York, n. 1964)
- Marque Richardson, attore statunitense (San Diego, n. 1985)
- Micheál Richardson, attore irlandese (Dublino, n. 1995)
- Ralph Richardson, attore britannico (Cheltenham, n. 1902 - Londra, † 1983)
- Ron Richardson, attore e baritono statunitense (Filadelfia, n. 1952 - Bronxville, † 1995)
- Sam Richardson, attore, sceneggiatore e comico statunitense (Detroit, n. 1984)

## Attrici(13)
- Beah Richards, attrice e drammaturga statunitense (Vicksburg, n. 1920 - Vicksburg, † 2000)
- Aimee Richardson, attrice britannica (Bangor, n. 1997)
- Cameron Richardson, attrice e modella statunitense (Baton Rouge, n. 1979)
- Haley Lu Richardson, attrice e ballerina statunitense (Phoenix, n. 1995)
- Joely Richardson, attrice britannica (Londra, n. 1965)
- Kristin Richardson, attrice statunitense (Shawnee Mission, n. 1970)
- LaTanya Richardson, attrice statunitense (Atlanta, n. 1949)
- Marie Richardson, attrice svedese (Ljusdal, n. 1959)
- Miranda Richardson, attrice e doppiatrice britannica (Southport, n. 1958)
- Natasha Richardson, attrice britannica (Londra, n. 1963 - New York, † 2009)
- Patricia Richardson, attrice statunitense (Bethesda, n. 1951)
- Salli Richardson, attrice e regista statunitense (Chicago, n. 1967)
- Susan Richardson, attrice statunitense (Coatesville, n. 1952)

## Bassisti(1)
- Perry Richardson, bassista statunitense (Conway, n. 1958)

## Bobbisti(1)
- Alexander Richardson, bobbista e militare britannico (Gerrards Cross, n. 1887 - Lymington, † 1964)

## Calciatori(9)
- Derek Richardson, ex calciatore inglese (Hacnkey, n. 1956)
- Frazer Richardson, ex calciatore inglese (Rotherham, n. 1982)
- Gregory Richardson, calciatore guyanese (Georgetown, n. 1982)
- Ian Richardson, ex calciatore inglese (Ely, n. 1964)
- Jimmy Richardson, calciatore inglese (Ashington, n. 1911 - † 1964)
- Kevin Richardson, ex calciatore inglese (Newcastle upon Tyne, n. 1962)
- Kieran Richardson, ex calciatore inglese (Greenwich, n. 1984)
- Amir Richardson, calciatore marocchino (Nizza, n. 2002)
- William Richardson, calciatore inglese (Framwellgate Moor, n. 1909 - Birmingham, † 1959)

## Calciatrici(1)
- Isobel Richardson, ex calciatrice neozelandese

## Cantanti(2)
- Tramaine Hawkins, cantante statunitense (San Francisco, n. 1951)
- Cathy Richardson, cantante statunitense (Peoria, n. 1969)

## Cantautori(1)
- Kevin Richardson, cantautore, musicista e attore statunitense (Lexington, n. 1971)

## Cantautrici(1)
- Taja Sevelle, cantautrice statunitense (Minnesota, n. 1962)

## Cestisti(12)
- D.J. Richardson, ex cestista statunitense (Peoria, n. 1991)
- Josh Richardson, cestista statunitense (Edmond, n. 1993)
- Norm Richardson, ex cestista e allenatore di pallacanestro statunitense (Brooklyn, n. 1979)
- Anthony Richardson, ex cestista statunitense (Raleigh, n. 1983)
- Clint Richardson, ex cestista statunitense (Seattle, n. 1956)
- Jason Richardson, ex cestista statunitense (Saginaw, n. 1981)
- Jeremy Richardson, ex cestista statunitense (Allentown, n. 1984)
- Pooh Richardson, ex cestista statunitense (Filadelfia, n. 1966)
- Malachi Richardson, cestista statunitense (Trenton, n. 1996)
- Micheal Ray Richardson, ex cestista e allenatore di pallacanestro statunitense (Lubbock, n. 1955)
- Nolan Richardson, ex cestista e allenatore di pallacanestro statunitense (El Paso, n. 1941)
- Quentin Richardson, ex cestista e dirigente sportivo statunitense (Chicago, n. 1980)

## Compositori(1)
- Ferdinando Richardson, compositore inglese († 1618)

## Conduttrici televisive(1)
- Anna Richardson, conduttrice televisiva britannica (Wellington, n. 1970)

## Coreografi(1)
- Desmond Richardson, coreografo e ballerino statunitense (Sumter, n. 1969)

## Danzatori(1)
- Calvin Richardson, ballerino australiano (n. 1994)

## Direttori della fotografia(1)
- Robert Richardson, direttore della fotografia statunitense (Hyannis, n. 1955)

## Drammaturghi(2)
- Jack Richardson, drammaturgo statunitense (New York, n. 1934 - New York, † 2012)
- Willis Richardson, drammaturgo statunitense (Wilmington, n. 1889 - Washington, † 1977)

## Editori(1)
- Mike Richardson, editore, produttore cinematografico e fumettista statunitense (Portland, n. 1950)

## Fisici(2)
- Owen Willans Richardson, fisico inglese (Dewsbury, n. 1879 - Alton, † 1959)
- Robert Coleman Richardson, fisico statunitense (Washington, n. 1937 - Ithaca, † 2013)

## Flautisti(1)
- Joseph Richardson, flautista inglese (n. 1814 - Londra, † 1862)

## Fotografi(1)
- Terry Richardson, fotografo e regista statunitense (New York, n. 1965)

## Generali(1)
- Charles Richardson, generale britannico (n. 1908 - † 1994)

## Giocatori di calcio a 5(1)
- Paul Richardson, giocatore di calcio a 5 australiano (n. 1973)

## Giocatori di curling(4)
- Arnold Richardson, giocatore di curling canadese (Estevan, n. 1928)
- Ernie Richardson, giocatore di curling canadese (Stoughton, n. 1931)
- Garnet Richardson, giocatore di curling canadese (Stoughton, n. 1933 - Regina, † 2016)
- Wes Richardson, giocatore di curling canadese (Stoughton, n. 1930 - Kailua, † 2011)

## Giocatori di football americano(14)
- Al Richardson, ex giocatore di football americano statunitense (Abbeville, n. 1957)
- Anthony Richardson, giocatore di football americano statunitense (Gainesville, n. 2001)
- Antonio Richardson, giocatore di football americano statunitense (Nashville, n. 1992)
- Cyril Richardson, ex giocatore di football americano statunitense (New Orleans, n. 1990)
- Daryl Richardson, giocatore di football americano statunitense (Jacksonville, n. 1990)
- Decamerion Richardson, giocatore di football americano statunitense (Cullen, n. 2001)
- Jay Richardson, giocatore di football americano statunitense (Washington, n. 1984)
- Mike Richardson, ex giocatore di football americano statunitense (Compton, n. 1961)
- Paul Richardson, ex giocatore di football americano statunitense (Los Angeles, n. 1992)
- Sean Richardson, giocatore di football americano statunitense (Linden, n. 1990)
- Sheldon Richardson, giocatore di football americano statunitense (St. Louis, n. 1990)
- TJ Richardson, ex giocatore di football americano e allenatore di football americano statunitense
- Tony Richardson, ex giocatore di football americano statunitense (Francoforte sul Meno, n. 1971)
- Trent Richardson, giocatore di football americano statunitense (Pensacola, n. 1990)

## Giornalisti(1)
- Phillip Richardson, giornalista e scrittore britannico (Winthorpe, n. 1875 - Londra, † 1963)

## Hockeisti su ghiaccio(1)
- Dave Richardson, hockeista su ghiaccio canadese (St. Boniface, n. 1940 - Winnipeg, † 2022)

## Mercanti(1)
- Charles Lennox Richardson, mercante britannico (n. 1834 - † 1862)

## Militari(1)
- Gerald Richardson, militare e poliziotto britannico

## Naturalisti(1)
- John Richardson, naturalista, chirurgo e esploratore scozzese (Dumfries, n. 1787 - Lake District, † 1865)

## Orientalisti(1)
- John Richardson, orientalista e linguista britannico († 1795)

## Ostacolisti(1)
- Jason Richardson, ostacolista statunitense (Houston, n. 1986)

## Pallamanisti(1)
- Jackson Richardson, ex pallamanista e allenatore di pallamano francese (Saint-Pierre, n. 1969)

## Piloti automobilistici(1)
- Ken Richardson, pilota automobilistico britannico (Bourne, n. 1911 - Bourne, † 1997)

## Pistard(1)
- Matthew Richardson, pistard australiano (Maidstone, n. 1999)

## Pittori(1)
- Jonathan Richardson, pittore e collezionista d'arte inglese (Londra, n. 1667 - Londra, † 1745)

## Politiche(2)
- Laura Richardson, politica statunitense (Los Angeles, n. 1962)
- Mary Richardson, politica canadese (n. 1889 - Hastings, † 1961)

## Politici(3)
- John Richardson, politico, insegnante e militare canadese (Peterborough, n. 1932 - Peterborough, † 2010)
- Elliot Richardson, politico e avvocato statunitense (Boston, n. 1920 - Boston, † 1999)
- Friend Richardson, politico statunitense (n. 1865 - Berkeley, † 1943)

## Produttori discografici(3)
- Colin Richardson, produttore discografico britannico
- Garth Richardson, produttore discografico canadese (n. 1960)
- Jack Richardson, produttore discografico canadese (n. 1929 - † 2011)

## Registi(1)
- Tony Richardson, regista e produttore cinematografico inglese (Shipley, n. 1928 - Los Angeles, † 1991)

## Sassofonisti(1)
- Jerome Richardson, sassofonista, flautista e clarinettista statunitense (Oakland, n. 1920 - Englewood, † 2000)

## Sceneggiatori(1)
- Doug Richardson, sceneggiatore statunitense

## Sciatrici alpine(3)
- Britt Richardson, sciatrice alpina canadese (n. 2003)
- Judy Richardson, ex sciatrice alpina canadese (n. 1961)
- Kaylin Richardson, ex sciatrice alpina statunitense (Minneapolis, n. 1984)

## Scrittori(1)
- Samuel Richardson, scrittore inglese (Mackworth, n. 1689 - Londra, † 1761)

## Scrittrici(1)
- Dorothy Richardson, scrittrice inglese (Abingdon-on-Thames, n. 1873 - Beckenham, † 1957)

## Storici(1)
- Lawrence Richardson Jr., storico statunitense (Altoona, n. 1920 - Durham, † 2013)

## Tenniste(1)
- Julie Richardson, ex tennista neozelandese (Auckland, n. 1967)

## Tennisti(3)
- Andrew Richardson, ex tennista e allenatore di tennis britannico (Peterborough, n. 1974)
- Hamilton Richardson, tennista statunitense (Baton Rouge, n. 1933 - New York, † 2006)
- Richard Richardson, tennista britannico (Broughton, n. 1852 - Capenhurst, † 1930)

## Velociste(1)
- Sha'Carri Richardson, velocista statunitense (Dallas, n. 2000)

## Velocisti(2)
- Benjamin Richardson, velocista sudafricano (n. 2003)
- Mark Richardson, ex velocista britannico (Slough, n. 1972)

## Wrestler(1)
- Tommy Rich, wrestler statunitense (Hendersonville, n. 1956)